# Белененсеш САД
Ош Белененсеш Футебол, САД, среща се и съкратено като Белененсеш САД, е португалски футболен клуб от столицата Лисабон.
Клубът се появява в резултат на разделянето на Клубе де Футебол Ош Белененсеш и „Белененсеш САД“ на 1 юли 2018 година.